# Иббетсон, Брюс
Брюс Бернард Иббетсон (англ. Bruce Bernard Ibbetson; род. 13 января 1953, Голливуд, Калифорния) — американский гребец, выступавший за сборную США по академической гребле в период 1977—1984 годов. Серебряный призёр летних Олимпийских игр в Лос-Анджелесе, чемпион Панамериканских игр в Сан-Хуане, победитель и призёр многих регат национального значения.

## Биография
Брюс Иббетсон родился 13 января 1953 года в Голливуде, Лос-Анджелес. Окончил среднюю школу Тастин, играл в водное поло и баскетбол, плавание.
Занимался академической греблей во время учёбы в Калифорнийском университете в Ирвайне, состоял в местной гребной команде под руководством Боба Эрнста и Стю Гибсона, неоднократно принимал участие в различных студенческих регатах. Окончил университет в 1975 году, в 1984 году введён в Зал славы.
Дебютировал в гребле на взрослом международном уровне в сезоне 1977 года, когда вошёл в основной состав американской национальной сборной и выступил на чемпионате мира в Амстердаме, где в зачёте распашных рулевых восьмёрок финишировал шестым.
В 1978 году стартовал в рулевых двойках на мировом первенстве в Карапиро, сумел квалифицироваться лишь в утешительный финал B и расположился в итоговом протоколе соревнований на седьмой строке.
Одержал победу в восьмёрках на Панамериканских играх 1979 года в Сан-Хуане, тогда как чемпионате мира в Бледе показал в той же дисциплине пятый результат.
Входил в состав олимпийской сборной, которая должна была участвовать в летних Олимпийских играх 1980 года в Москве, однако Соединённые Штаты вместе с несколькими другими западными странами бойкотировали эти соревнования по политическим причинам. Много лет спустя за пропуск этой Олимпиады Ибеттсон был награждён Золотой медалью Конгресса США.
Пропустив два сезона, в 1983 году Брюс Иббетсон всё же вернулся в состав гребной команды США и продолжил принимать участие в крупнейших международных регатах. Так, он выступил на мировом первенстве в Дуйсбурге, где занял итоговое седьмое место в восьмёрках, выиграл предолимпийскую регату в Грюнау.
Благодаря череде удачных выступлений удостоился права защищать честь страны на домашних Олимпийских играх 1984 года в Лос-Анджелесе. В составе экипажа-восьмёрки пришёл к финишу вторым, уступив в решающем заезде только команде из Канады, и тем самым завоевал серебряную олимпийскую медаль. Вскоре по окончании этих соревнований принял решение завершить спортивную карьеру.
Впоследствии работал в сфере инвестиций в коммерческую недвижимость, в конце 80-х руководил спортивным комплексом Newport Aquatic Center. Проживает в Ньюпорт-Хайтс. Женат на Джойс, у них двое детей — Кейси и Робин.